# Iglesia de San Pedro de Plecín

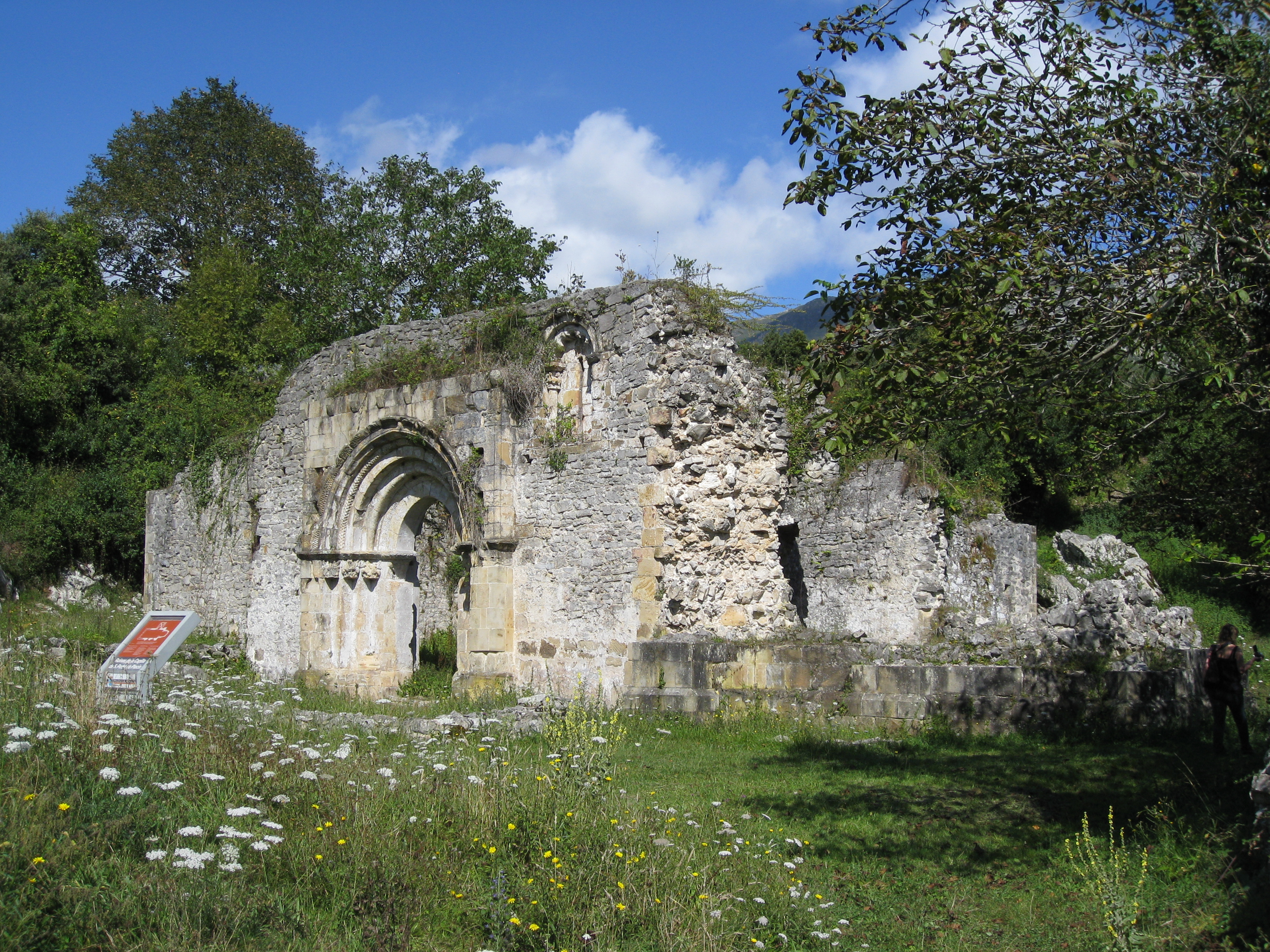
Iglesia de San Pedro.

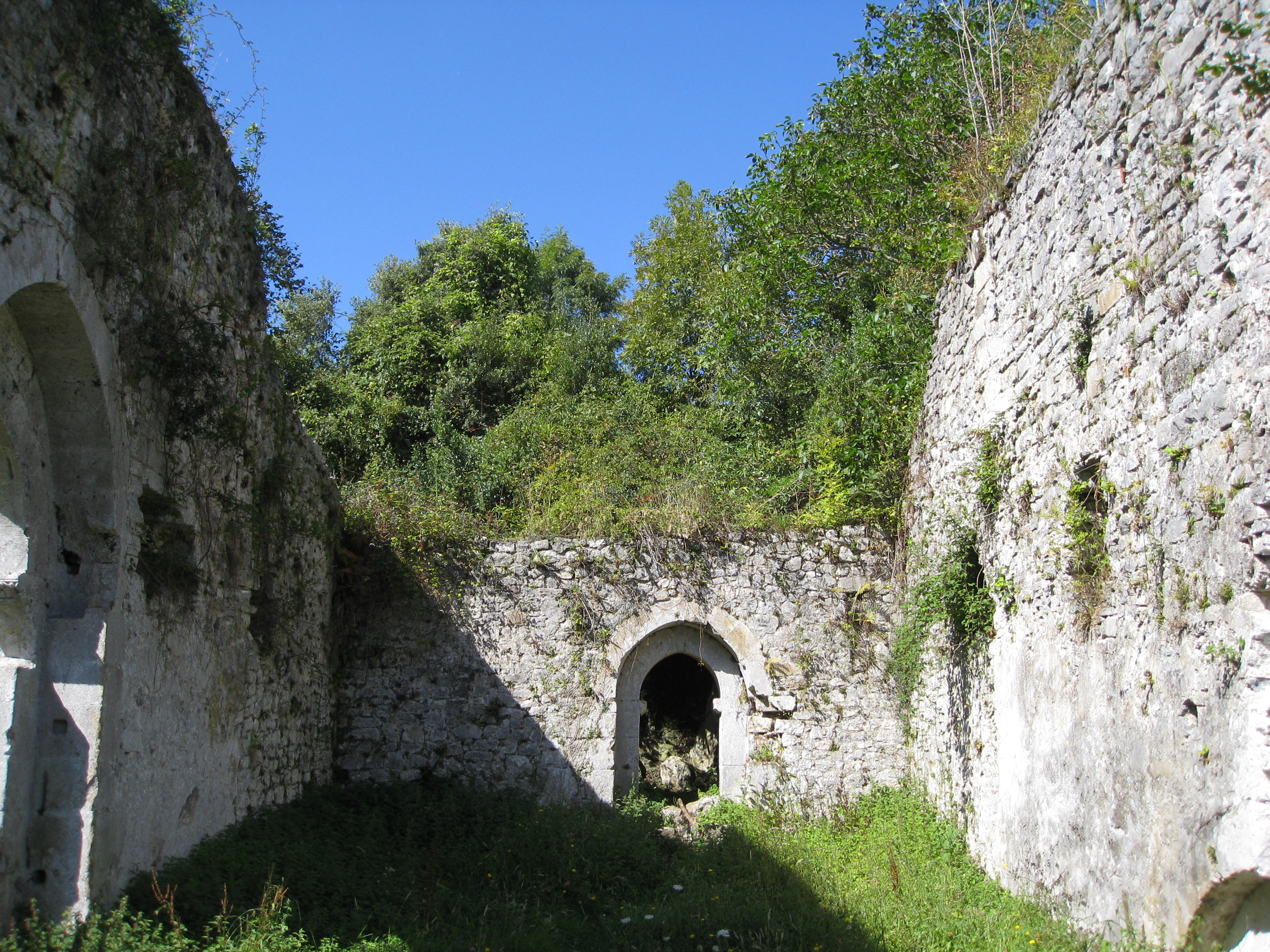
Interior iglesia de San Pedro.

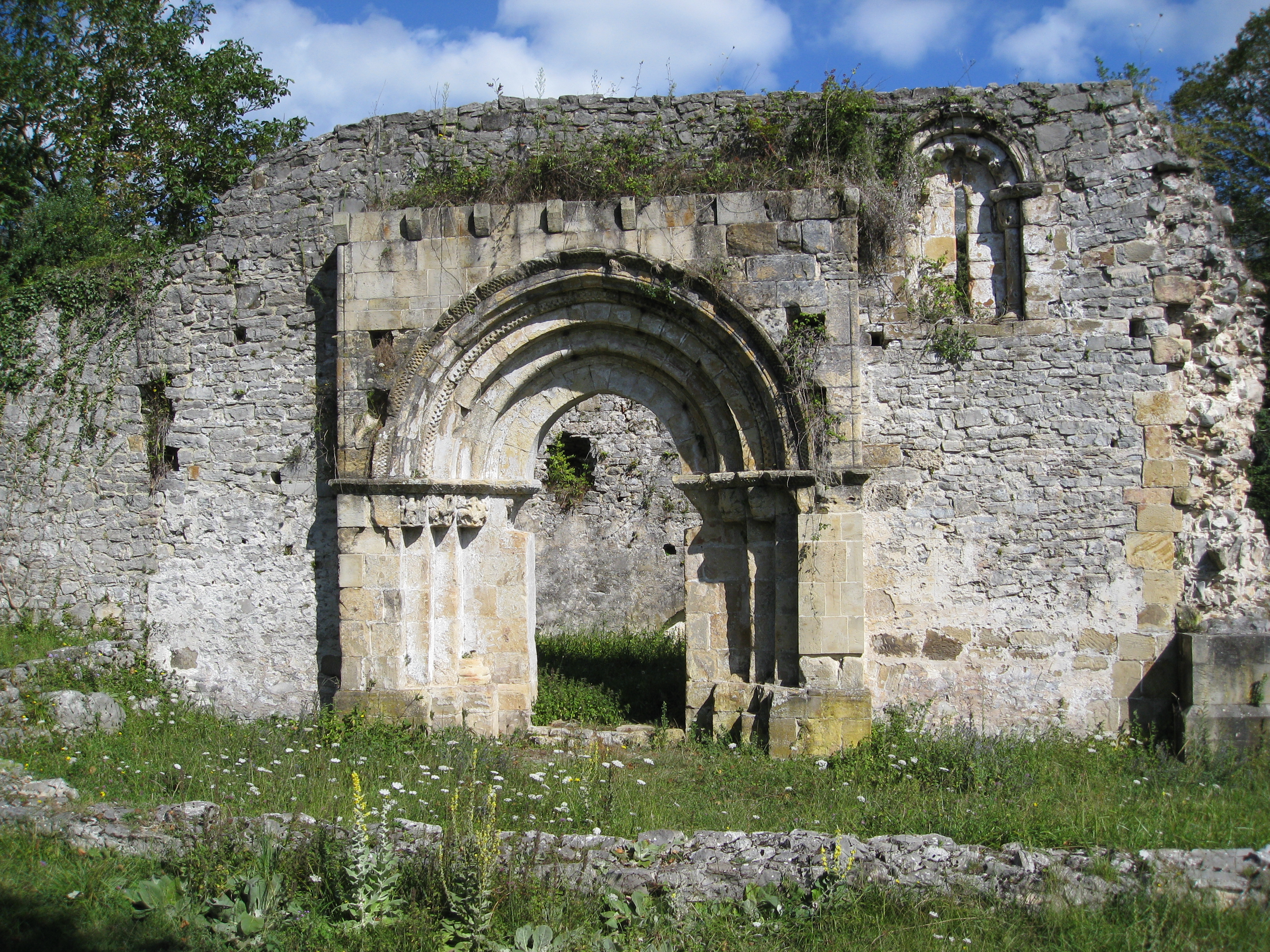
Portada románica.

La iglesia de San Pedro de Plecín se localiza en Alles, capital del concejo de Peñamellera Alta (Asturias, España) y parroquia de San Pedro de Alles. La iglesia está situada a unos 500 metros del núcleo de Alles, accediéndose a la misma por un camino. La antigua iglesia parroquial de San Pedro de Plecín, hoy en ruinas, es un templo tardorrománico. Su primitiva advocación fue la de San Salvador.

## Descripción
Se levanta probablemente sobre un antiguo lugar de culto precristiano y fue erigida en el último cuarto del siglo XII sobre una capilla prerrománica, o cella, de planta rectangular. El templo fue ampliado por el costado oeste en el siglo XIII y reformada y dotada de un pórtico en el XV. En el XVI se adosó una capilla funeraria al lado norte. En 1787, con la erección de un nuevo templo parroquial en el núcleo de Alles, fue abandonada. El templo tiene nave única y ábside semicircular precedido de tramo recto. En su flanco sur se abre la portada principal. El ábside está realizado a base de sillares de piedra arenisca, también usada en la portada sur. La nave es de mampostería caliza. La cabecera se cubría con bóveda de cañón y la nave debía presentar una cubierta de madera.
La portada sur reposa sobre un zócalo y se protege con un teja roz. Se compone de cuatro arquivoltas ligeramente apuntadas, sobre las que corre un guardapolvo decorado con nido de abeja, al igual que la línea de imposta que las sustenta. Las arquivoltas muestran distintos elementos ornamentales (medias cañas, billetes y medios círculos). Los capiteles conservados, troncocónicos, están muy deteriorados. Están decorados con motivos vegetales, figuras humanas y diversos seres fantásticos (sirenas, grifos y centauros). Se apoyaban en fustes monolíticos, hoy desaparecidos. A su derecha se abre una pequeña ventana asaetada. Está enmarcada con un guardapolvo ajedrezado, una arquivolta moldurada y un arquillo pentalobulado.
Reposa en una imposta decorada con motivos vegetales, que ornan también el capitel derecho. En el capitel izquierdo hay dos animales fantásticos y en el tímpano una representación del Salvador. Se conservan cinco canecillos de fines del siglo XII y otro de comienzos del siglo XIII, todos muy deteriorados. Están decorados con animales, músicos y figuras humanas. En la ampliación oeste del templo, llevada a cabo en el siglo XIII, hay otra portada con dos arquivoltas apuntadas bajo guardapolvo.
La capilla funeraria abierta en el costado norte del templo en el siglo XVI presenta planta cuadrada. Carece de vanos y se cubría con bóveda de crucería sencilla, conservándose las ménsulas aveneradas donde descansaban sus nervios.
En el interior, se conservan las basas que sostenían las columnas del arco de triunfo. Un posible capitel de este arco se encuentra en la actualidad en el Ayuntamiento de Alles. Está decorado con motivos vegetales. El tramo recto que precede al ábside estaba recorrido por una arquería ciega, con tres columnas a cada lado, de la que restan dos pequeñas basas. En la actualidad la vegetación y la maleza invade el interior de la iglesia y aflora por todos sus muros. Sus ruinas fueron recientemente limpiadas, y consolidadas. La iglesia de San Pedro/San Salvador de Plecín es una bella muestra del románico tardío, emparentada estilísticamente con otras iglesias tardorrománicas palentinas y burgalesas.